# Вічний чоловік (фільм, 1990)
«Вічний чоловік» (рос. «Вечный муж») — білоруський радянський художній фільм 1990 року режисера Євгена Марковського.

## Сюжет
За однойменною повістю Ф. М. Достоєвського, глави «Вельчинінов», «Ліза», «На кладовище», «Павло Павлович одружується», «Вищі причини».

## У ролях
- Ігор Костолевський
- Станіслав Любшин
- Аня Чучалова
- Ростислав Янковський
- Лідія Федосеєва-Шукшина
- Марія Шукшина
- Олександр Сластін
- Вадим Любшин
- Олена Яковлєва
- Олександр Алексєєв
- Лідія Мордачова
- Ірина Цивіна
- Станіслав Вількін
- Дмитро Харатьян
- Марина Опенкіна
- Наталія Громушкіна
- Віктор Рибчинський
- Наталя Данилова
- Анна Кисіль
- Валентин Головко

## Творча група
- Сценарій: Євген Марковський
- Режисер: Євген Марковський
- Оператор: Анатолій Клейменов
- Композитор: Геннадій Белолипецкий